# 九段北

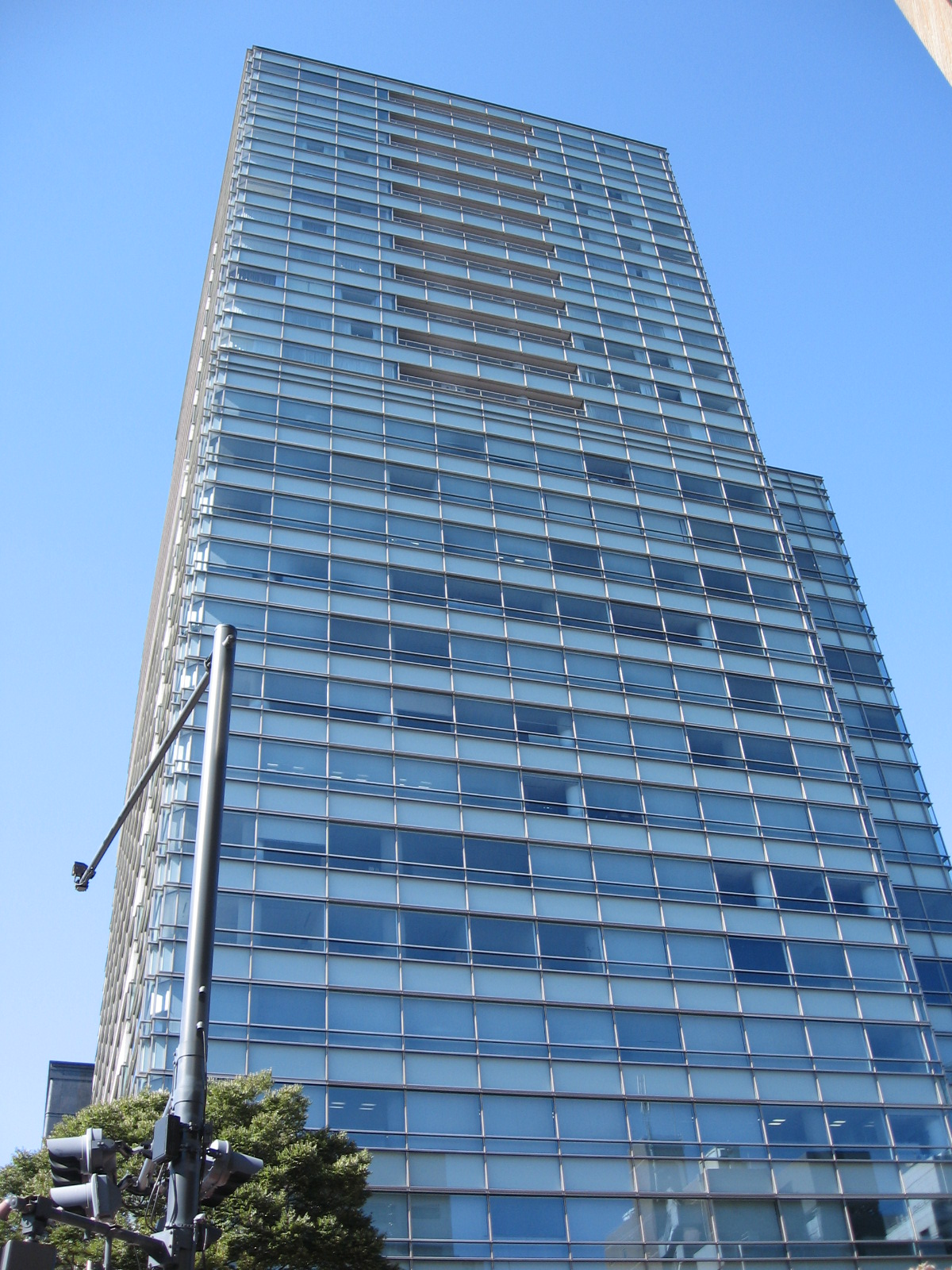
默沙东日本总部大楼

九段北（日语：／ Kudan-kita */?）是東京都千代田區的町名，現行行政地名為九段北一丁目至九段北四丁目，屬住居表示實施區域。2015年2月1日為止的人口為1,660人。郵遞區號102-0073。

## 地理
位於東京都千代田區西北部，西鄰新宿區（市谷田町），屬麴町地域（舊麴町區）。東臨西神田、神田神保町，南為靖國通與九段南，北接富士見、飯田橋。本地中央的二丁目與三丁目是靖國神社用地。多間高等學校與高層建築聚集於此，一般住宅較少。

### 九段北一丁目
最東部。九段北二丁目東側。九段下站設有出口，學校與高層建築多集中於此地，區內也可見到住家。
- 和洋九段女子中學校、高等學校（日语：和洋九段女子中学校・高等学校）
- 東京理科大學九段校舍（工學部第一部、工學部第二部、東京理科大學校友會等）
- 北之丸廣場（日语：北の丸スクエア）
- 實踐倫理宏正會（日语：実践倫理宏正会）
- 社團法人應用物理學會（日语：応用物理学会）

### 九段北二丁目
東部。九段北一丁目西側、九段北三丁目東側。靖國神社參道位於本區（本殿在九段北三丁目）。區內可見學校與高層建築。
- 靖國神社（參道部分、第一鳥居、大村益次郎像、慰靈之泉等）
- 東京都立九段高等學校（日语：東京都立九段高等学校）
- 白百合學園高等學校（日语：白百合学園中学校・高等学校）、中學校、小學校
- 鰹鮪會館（かつおまぐろ会館）

### 九段北三丁目
西部。九段北二丁目西側、九段北四丁目東側，區內有靖國神社本殿、拜殿、遊就館、相撲場等，另有學校與高層建築。
- 靖國神社（第二鳥居、本殿、拜殿、遊就館、相撲場、神池、梅林等）
- 三輪田等園中學校、高等學校（日语：三輪田学園中学校・高等学校）
- 法政大學一口坂校舍、新一口坂校舍、九段校舍、法科大學院

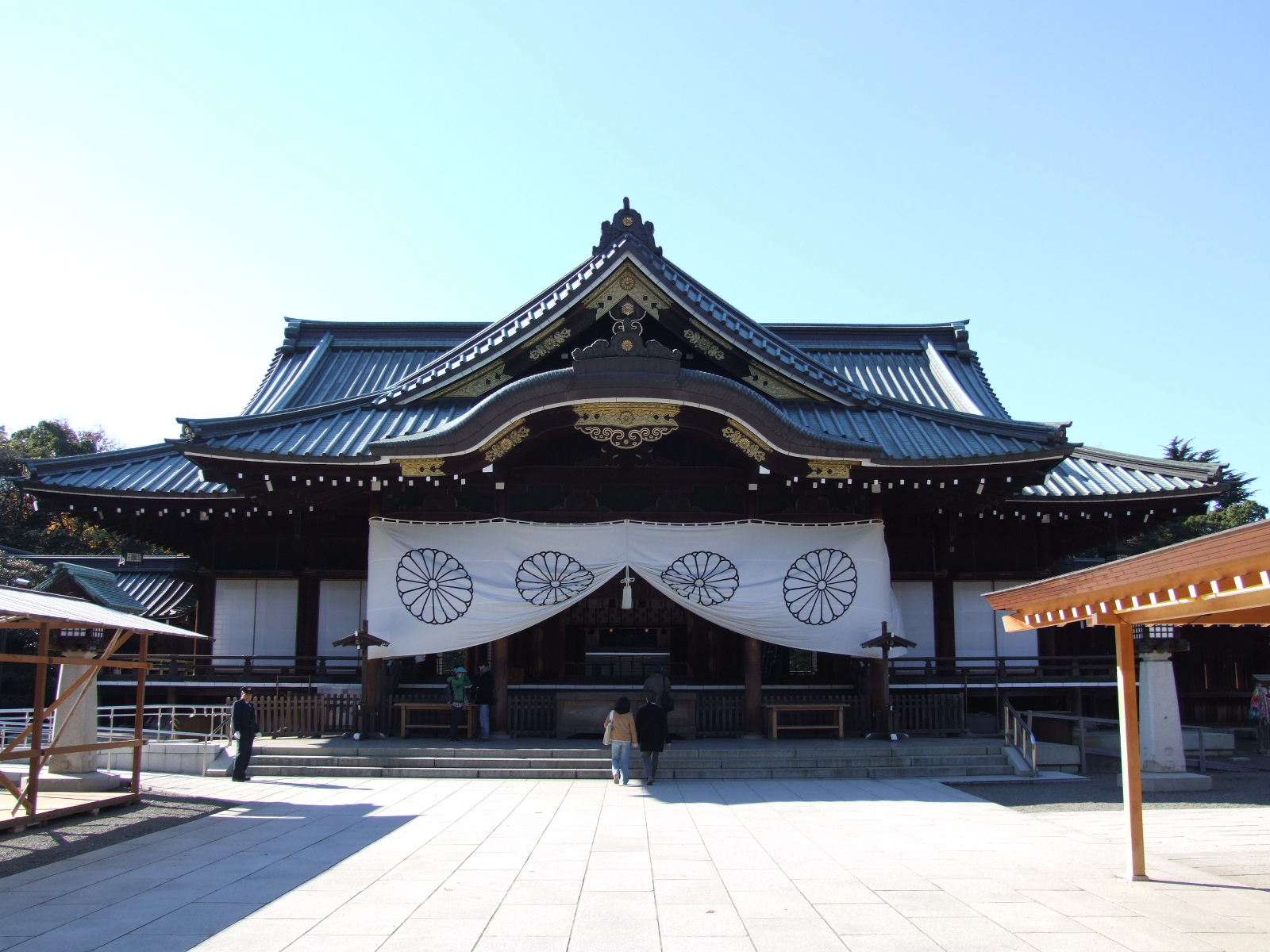
靖國神社拜殿
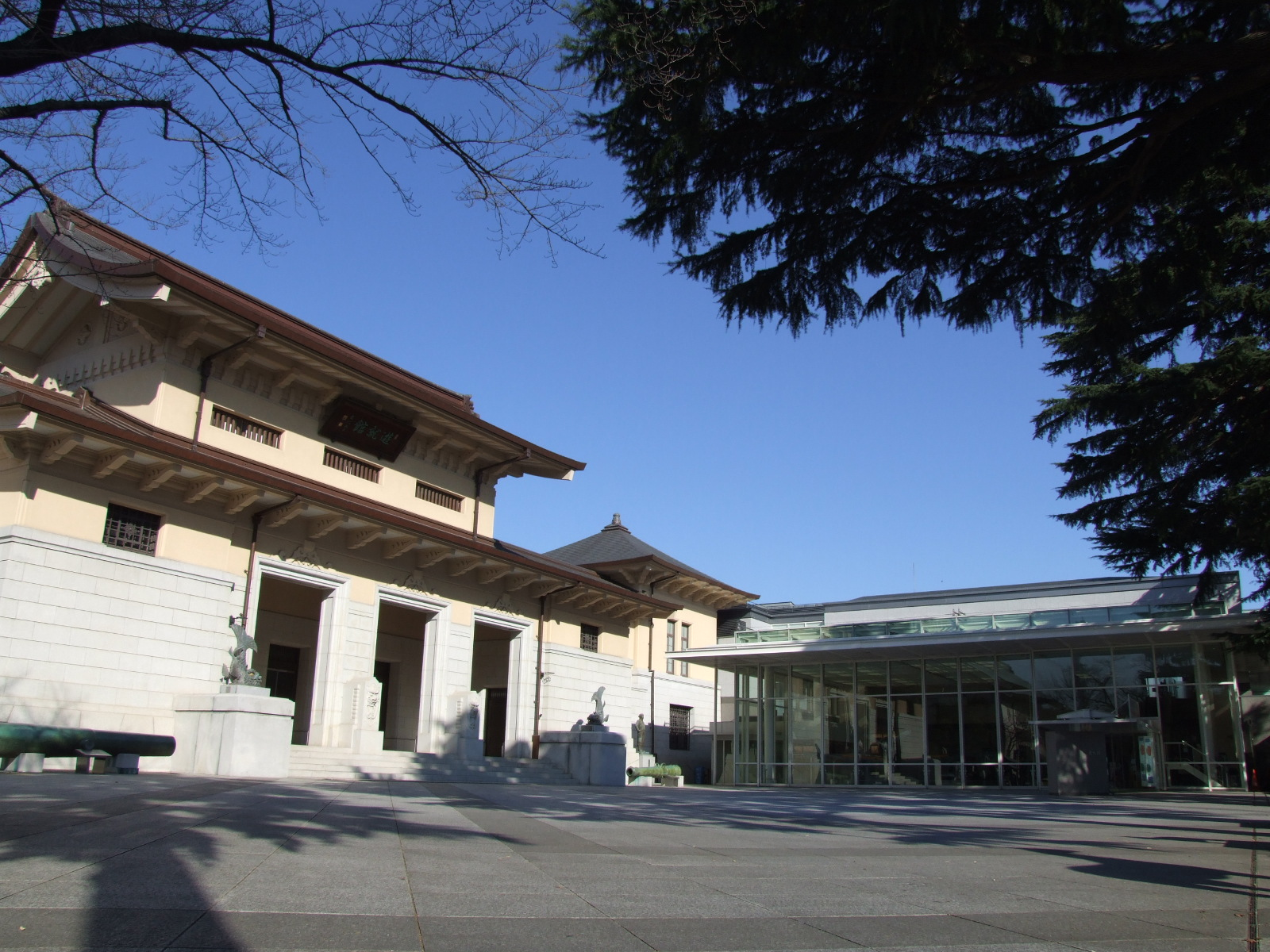
遊就館

### 九段北四丁目
最西部。地下鐵市谷站設有出口。區內有多棟高層建築。
- ARCADIA市谷私學會館（アルカディア市ヶ谷私学会館）
- 世界文化社
- 千代田區立外堀公園（日语：外濠公園）

## 歷史
1933年（昭和8年）飯田町一丁目、富士見町一～三丁目、三番町、四番町合併成立九段一～四丁目。1966年（昭和41年），九段一～四丁目的內堀通以北區域與富士見町一丁目、飯田町一丁目各一部分合併成立九段北。

### 地名由來
幕府在四谷御門台地往神田方向的斜坡建造石牆。共建造九層而稱九段。此地位於九段地區北部而得名。

## 交通
鐵路
- 都營地下鐵 九段下站（○新宿線）
- 東京地下鐵 九段下站（○東西線、○半藏門線） - 設有出入口。（所在地：九段南）
- JR東日本 市谷站（■中央・總武線（各站停車）） - 設有出入口。（所在地：五番町）
- 都營地下鐵 市谷站（○新宿線） - 設有出入口。（所在地：九段南）
- 東京地下鐵 市谷站（○有樂町線、○南北線） - 設有出入口。（所在地：新宿區市谷田町）

巴士
- 都營巴士飯64 九段下（小瀧橋車庫前方向） - 下車站設於九段南。
- 都營巴士高71 市谷站前方向 / 一口坂 / 九段三丁目 / 九段上（九段下方向）、九段下（終點站） - 高田馬場站前方向設於九段南。

道路
- 東京都道8號千代田練馬田無線（目白通）
- 東京都道302號新宿兩國線（靖國通）
- 東京都道401號麴町竹平線（日语：東京都道401号麹町竹平線）（內堀通）
- 早稻田通（日语：早稲田通り）

## 備註
1. ↑  .   [2013-08-12]. （原始内容存档于2013-11-10）.